# Beothuk (jezična porodica)
Beothukan, malena izolirana porodica indijanskih jezika iz Kanade, čiji je jedini član bio jezik istoimenog plemena Beothuk. Porodica Beothukan danas se vodi kao zasebna porodica. Prije se klasificirala eks-porodici Algonquian-Wakashan, sada nepriznata. 

## Vanjske poveznice
- Beothukan Family